# Prawosławne seminarium duchowne w Chełmie

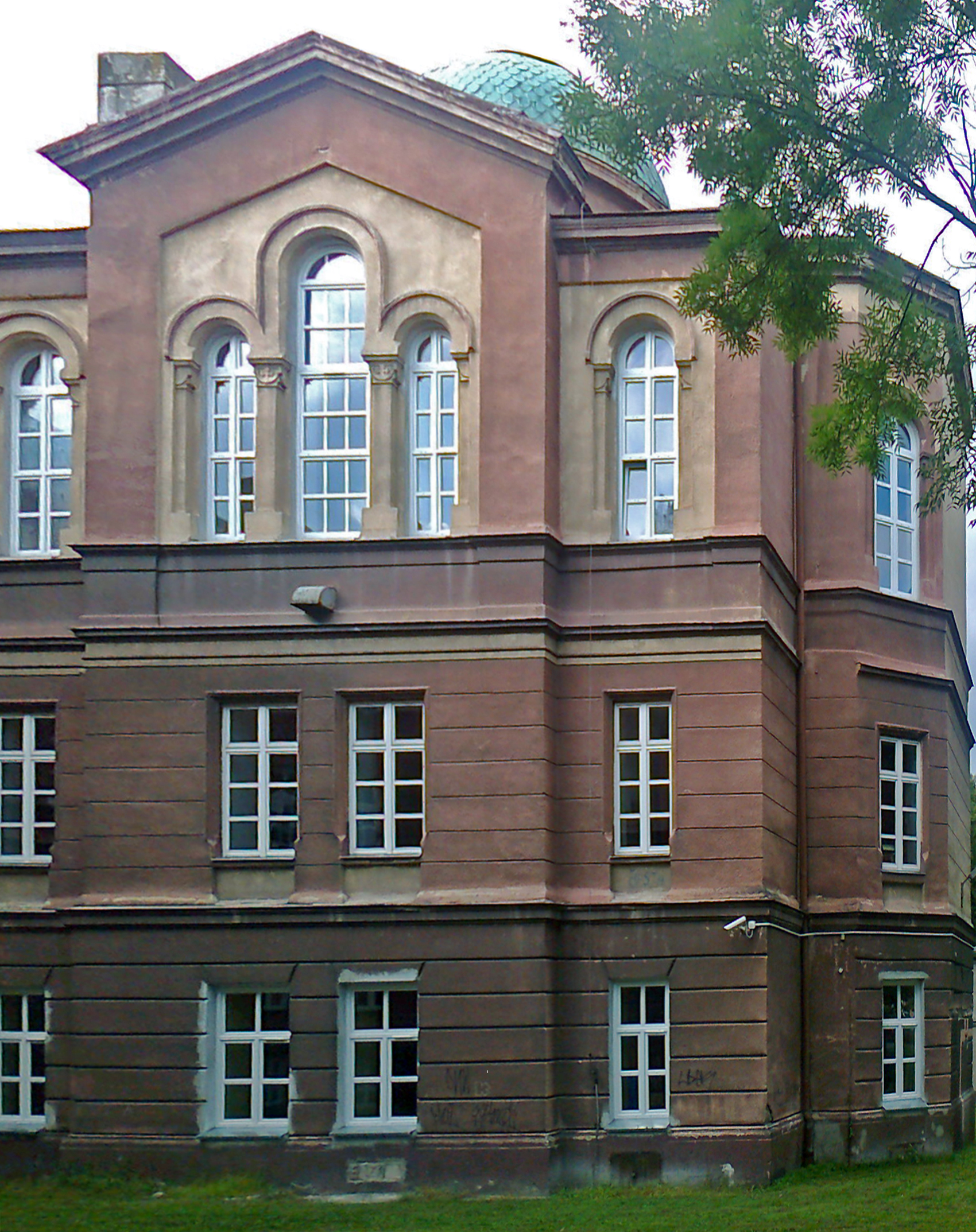
Dawna kaplica św. Leoncjusza Rostowskiego w kompleksie zabudowań seminarium, dziś część budynku I Liceum Ogólnokształcącego w Chełmie

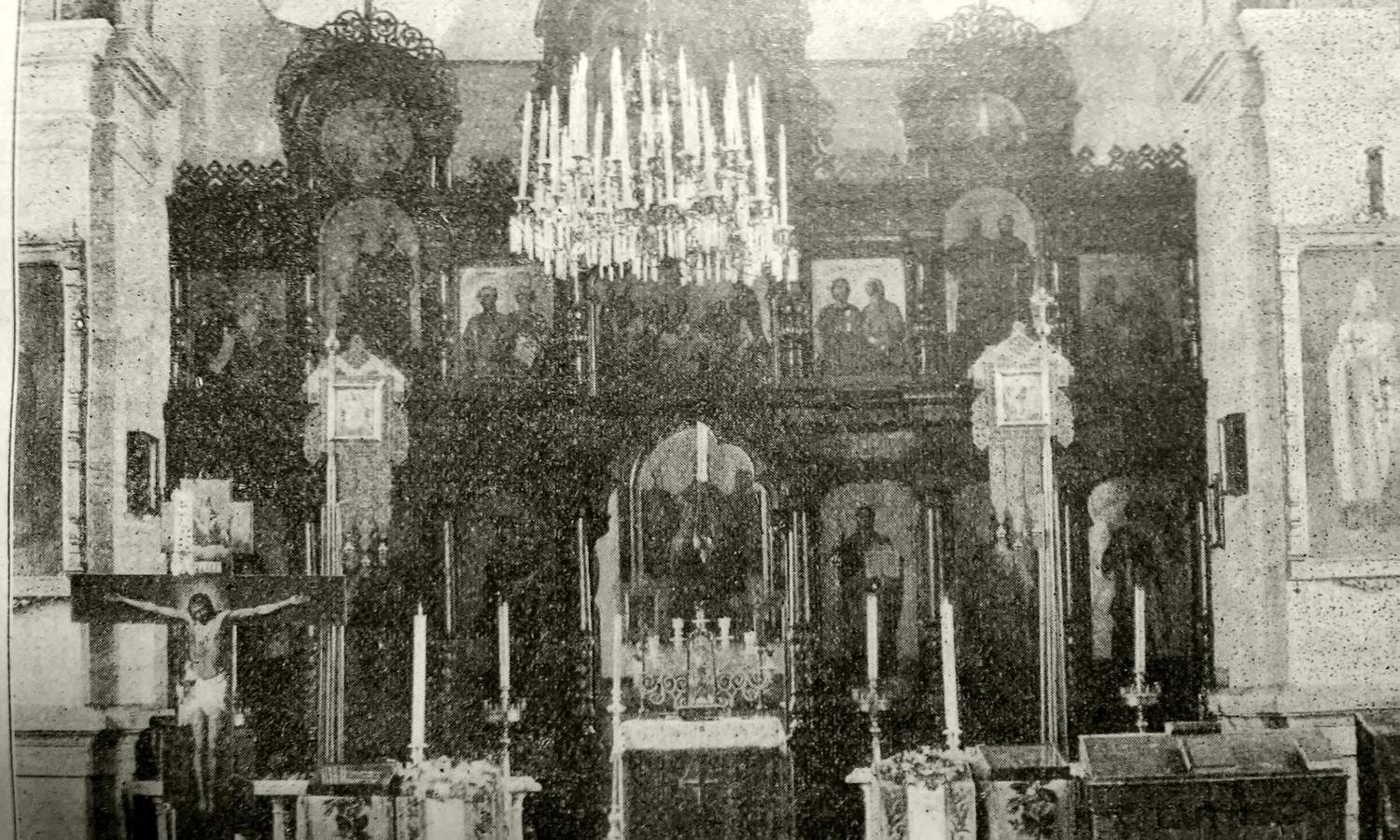
Ikonostas w szkolnej cerkwi św. Leoncjusza

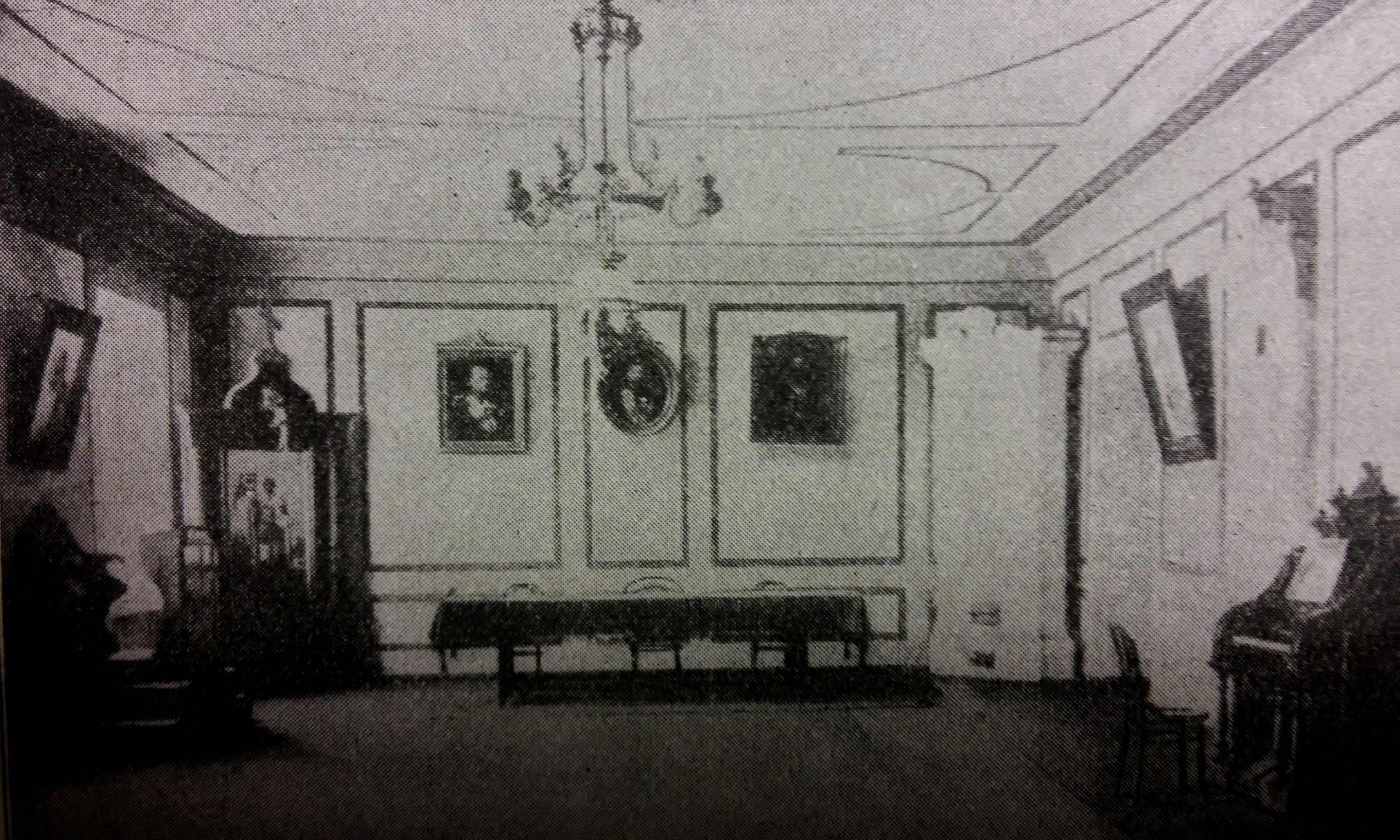
Aula seminaryjna

Prawosławne seminarium duchowne w Chełmie – prawosławne seminarium duchowne działające w latach 1875–1915 w Chełmie.

## Historia
Seminarium duchowne zostało otwarte w 1875 z inicjatywy arcybiskupa chełmskiego i warszawskiego Leoncjusza. Jego powstanie miało miejsce w roku ostatecznej kasaty ostatniej unickiej administratury w Imperium Rosyjskim – diecezji chełmskiej i wpisywało się w antyunickie i rusyfikacyjne działania arcybiskupa na ziemiach zaboru rosyjskiego. Szkoła zajęła obiekty po seminarium unickim. Już w roku następnym seminarium ukończył pierwszy rocznik absolwentów w liczbie 28 osób. Za prawidłowe funkcjonowanie placówki odpowiedzialny był biskup lubelski, wikariusz eparchii chełmsko-warszawskiej.
Już siedem lat po otwarciu szkoły arcybiskup Leoncjusz zdecydował o wzniesieniu nowej siedziby seminarium. Grunt pod budowę (działka o powierzchni 6,5 ha) wykupiono w 1882 od mieszczan Kiwińskiego i Skibińskiego oraz rodziny Czaplińców. Prace budowlane zakończono we wrześniu 1890. W seminarium mieszkało i kształciło się 300 alumnów, którzy mieli następnie działać na terytorium ziemi chełmskiej i uczestniczyć w umacnianiu prawosławia w regionie, co było zarazem elementem akcji rusyfikacyjnej prowadzonej przez carat. Budynek seminarium był obiektem nowoczesnym: zainstalowano w nim kanalizację, wodę bieżącą i centralne ogrzewanie. Wychowankowie szkoły zamieszkiwali na trzecim piętrze, drugie zajmowały sale lekcyjne i biblioteka, pierwsze zaś aula i gabinet rektora. W tylnej części obiektu zlokalizowano kaplicę św. Leoncjusza.
Kształcenie w chełmskim seminarium trwało sześć lat. Do 1882 w kadrze pedagogicznej szkoły dominowali duchowni przybyli przed 1875 z Galicji, byli unici, którzy przyjęli prawosławie w czasie likwidacji diecezji chełmskiej. Następnie do Chełma zaczęli przyjeżdżać wykładowcy narodowości rosyjskiej, którzy ostatecznie zdominowali kadrę szkoły.
Słuchacze chełmskiego seminarium pochodzili z zachodnich guberni Imperium Rosyjskiego (ziemie ukraińskie i białoruskie) i po ukończeniu szkoły z reguły podejmowali pracę duszpasterską w miejscu pochodzenia, rzadziej w eparchii chełmsko-warszawskiej, a następnie chełmskiej.
W 1914, po wybuchu I wojny światowej, w budynku seminarium rozmieszczono rosyjski szpital wojskowy. W czerwcu roku następnego prawosławne duchowieństwo Chełma, w tym personel szkoły, opuściło miasto – w obliczu ryzyka zajęcia miasta przez Austriaków z Chełma wyjechała nie tylko rosyjska administracja, ale też biskup chełmski Anastazy razem z konsystorzem. Wykładowcy i uczniowie szkoły zostali przyjęci w monasterze Zaikonospasskim w Moskwie. 
Po zakończeniu działań wojennych seminarium nie wznowiło działalności. Kontynuatorem prac szkoły było po I wojnie światowej seminarium prawosławne w Krzemieńcu
Prawosławne seminarium duchowne zostało na nowo otwarte w Chełmie w 1943, dzięki staraniom arcybiskupa chełmskiego i podlaskiego Hilariona (Ohijenki) i przy wsparciu niemieckich władz okupacyjnych. Działało do 1944, przyjmując wyłącznie kandydatów narodowości ukraińskiej.

## Kadra zarządzająca placówką

### Rektorzy
- Hipolit Krynicki, 1875– przed 1889[4]
- Michaił Dobrianski, przed 1889[4]
- Gedeon (Pokrowski), 1889–1891[10]
- Klemens (Wiernikowski), 1891–1892[11]
- Tichon (Biełławin), 1892–1897[12]
- Eulogiusz (Gieorgijewski), 1897–1903[13]
- Dionizy (Waledyński), 1902–1911[14]
- Warłaam (Nowgorodski), 1911–1914[15]
- Serafin (Ostroumow), 1914–1916[16]
- p.o. Smaragd (Łatyszenkow), 1916–1918[7]
- Semen Smereka, 1943–1944 (po reaktywacji szkoły)[17].

### Inspektorzy[18]
- Nikifor Laborinski, 1880– do 1887[4].
- Włodzimierz (Sokołowski-Awtonomow), 1887[19]
- Serafin (Mieszczeriakow), 1888[20]
- Klemens (Wiernikowski), 1890–1891[11]
- Antoniusz (Sieriedonin), 1892–1893
- Arseniusz (Timofiejew), 1893–1896[21]
- Beniamin (Kazanski), 1897–1898[22]
- Dionizy (Waledyński), 1901–1902[14]
- Sebastian (Wiesti), 1903–1906[23]
- Eleuteriusz (Bogojawleński), 1906–1909[24]
- Warłaam (Nowgorodski), 1909–1911[15]
- Smaragd (Łatyszenko), 1911–1916[7]
- M. Bułgakow, 1916–1918[7]

## Związani z seminarium

### Wykładowcy
- Antoni (Chrapowicki), późniejszy pierwszy zwierzchnik Rosyjskiego Kościoła Prawosławnego poza granicami Rosji, wykładowca seminarium w latach 1886–1887[25]
- Antonin (Granowski), późniejszy zwierzchnik Żywej Cerkwi, wykładowca w latach 1897–1898[26]
- Mychajło Kobryn (Michaił Kobrin), ukraiński teolog, wykładowca w latach 1899–1915 (był również absolwentem seminarium)[27]
- Daniel (Troicki), późniejszy arcybiskup briański, wykładowca seminarium w latach 1913–1915[28]
- Sofroniusz (Smirnow), późniejszy przełożony ławry Świętogórskiej, w 2008 kanonizowany, spowiednik seminarzystów po 1885[29]

### Absolwenci
- Ambroży (Gudko), późniejszy misjonarz na Ałtaju i w Korei, następnie biskup sarapulski, w 1999 kanonizowany[30]
- Bazyli Martysz, późniejszy misjonarz na Alasce i naczelny kapelan polskich żołnierzy wyznania prawosławnego w latach 1919–1934, kanonizowany w 2003[3]
- Flawian (Dmitrijuk), późniejszy biskup swierdłowski[31]
- Innocenty (Sokal), późniejszy biskup smoleński[32]
- Ireneusz (Bekisz), metropolita całej Ameryki i Kanady[33]
- Jan Kowalenko, polski duchowny prawosławny[34]
- Leoncjusz (Stasiewicz), mnich prawosławny, w 2000 kanonizowany[35]
- Makary (Oksijuk), późniejszy wykładowca Kijowskiej Akademii Duchownej, metropolita warszawski i całej Polski w latach 1951–1960[36]
- Neofit (Osipow), mnich prawosławny, w 2000 kanonizowany[37]
- Onufry (Gagaluk), późniejszy arcybiskup kurski, w 1993 kanonizowany[35]
- Mykoła Malużynski, ukraiński teolog prawosławny, wykładowca odnowionego seminarium w 1943[17]
- Roman Miedwiedź, duchowny prawosławny, kanonizowany w 2000[35]
- Ołeh Milkow, ukraiński teolog prawosławny, wykładowca odnowionego seminarium w 1943[17]